# Separation (Pädagogik)

Schema der Entwicklungsstufen schulischer Integration

Unter Separation in der Pädagogik versteht man die Trennung unterschiedlicher Individuen zur Herstellung einer größtmöglichen Homogenität einer sozialen Gruppe mit dem Ziel, Lernen erfolgreicher zu organisieren.

## Homogenität als Erfolgsfaktor
Insbesondere in deutschsprachigen Ländern herrschte im 20. Jahrhundert die Ansicht vor, dass homogenere Gruppen (vor allem Schulklassen) den größtmöglichen Bildungserfolg für alle gewährleisten können. Mit der Absicht, homogene Leistungsgruppen herzustellen, werden Jahrgangsklassen gebildet, werden Kinder zurückgestellt (Repetition, Sitzenbleiben), in Sonderschulen und Förderklassen selektioniert oder die Kinder voneinander in Haupt-, Realschule und Gymnasium getrennt.

## Sonderpädagogik
Die Entstehung der Sonderpädagogik ist ein Ergebnis der Separation, durch die Aussonderung von Kindern mit Behinderungen in Sonderschulen. Dort werden sie weiter differenziert, nach der Art ihrer Behinderung in Körperbehinderte, Sprachbehinderte, Lernbehinderte, geistig Behinderte, Hör-/Sehgeschädigte und Verhaltensauffällige. Separation wurde in der Vergangenheit und wird teilweise auch heute noch auch nach anderen Gesichtspunkten, z. B. der Religionszugehörigkeit oder dem Geschlecht durchgeführt.
Das nächstliegende Motiv für eine solche starke Differenzierung in möglichst homogene Gruppen ist die mögliche Effizienz des Unterrichtes, besonders des Frontalunterrichts. Der Lehrer braucht sich nicht für jeden Schüler einzeln vorzubereiten, die Schulen müssen sich nur auf eine Behinderung baulich einstellen und vieles mehr.

## Kritik an der Separation
Neuere Forschungen haben aber gezeigt, dass diese Sortierungsprinzipien – insbesondere im Kontext des sozialen Lernens – durchaus Nachteile mit sich bringen, weil wichtige Erfahrungen mit Menschen aus deutlich anderen Gruppen ausbleiben. Es gilt nicht länger, gruppenspezifisches Wissen mit maximaler Effizienz zu vermitteln. Vielmehr soll Kompetenz auf vielen Gebieten aufgebaut werden. 
Hinzu kommen die trotz der angestrebten Homogenität trotzdem vorhandenen Persönlichkeits- und Leistungsunterschiede innerhalb einer Klasse, die den Ansatz der Sortierung an sich in Frage stellen. Dies führte zu den ersten Ansätzen der Integration, die nicht zuletzt durch modernere Unterrichtsformen leichter zu ermöglichen ist. Der Erziehungswissenschaftler Hans Eberwein lehnt Ende der 1990er Jahre den sich etablierenden Prozess der Separation als „inhuman und undemokratisch“ ab.